# Rugby 7 na Igrzyskach Ameryki Południowej 2014
Turnieje rugby 7 na Igrzyskach Ameryki Południowej 2014 odbyły się w dniach 8–9 marca 2014 roku w stolicy Chile, Santiago.
Była to pierwsza edycja zawodów w rugby siedmioosobowym w historii tej imprezy. Służyły one jednocześnie jako mistrzostwa strefy CONSUR oraz kwalifikacja do turnieju rugby 7 na Igrzyskach Panamerykańskich 2015.
Zawody zostały rozegrane w Centro de Alto Rendimiento Parque Mahuida. Do obu turniejów przystąpiło po siedem zespołów, które w pierwszej fazie rozegrały spotkania systemem kołowym w ramach jednej grupy, następnie czołowa dwójka zmierzyła się w finale, dwie kolejne walczyły zaś o brąz. Sędziowie zostali wyznaczeni pod koniec stycznia 2014 roku.
Tytuł mistrzowski zdobyli Argentyńczycy i Brazylijki, awans na Igrzyska Panamerykańskie 2015 prócz reprezentantek Brazylii uzyskali Urugwajczycy.

## Podsumowanie

### Klasyfikacja medalowa
| Klasyfikacja medalowa | Klasyfikacja medalowa | Klasyfikacja medalowa | Klasyfikacja medalowa | Klasyfikacja medalowa | Klasyfikacja medalowa |
| --------------------- | --------------------- | --------------------- | --------------------- | --------------------- | --------------------- |
| Miejsce               | Reprezentacja         | Złoto                 | Srebro                | Brąz                  | Razem                 |
| 1                     | Argentyna             | 1                     | 1                     | 0                     | 2                     |
| 2                     | Brazylia              | 1                     | 0                     | 0                     | 1                     |
| 3                     | Urugwaj               | 0                     | 1                     | 1                     | 2                     |
| 4                     | Chile                 | 0                     | 0                     | 1                     | 1                     |

### Medaliści
| Konkurencja | 1. miejsce | 2. miejsce | 3. miejsce |
| ----------- | ---------- | ---------- | ---------- |
| Mężczyźni   | Argentyna  | Urugwaj    | Chile      |
| Kobiety     | Brazylia   | Argentyna  | Urugwaj    |

## Turniej męski
| Miejsce | Reprezentacja |
| ------- | ------------- |
| 1       | Argentyna     |
| 2       | Urugwaj       |
| 3       | Chile         |
| 4       | Brazylia      |
| 5       | Kolumbia      |
| 6       | Paragwaj      |
| 7       | Peru          |

| 8 marca 201417:00 | Argentyna | 29:5 | Urugwaj | Parque Mahuida, Santiago |
| 8 marca 201417:00 |           | 29:5 |         | Parque Mahuida, Santiago |

| 8 marca 201415:40 | Chile | 31:7 | Brazylia | Parque Mahuida, Santiago |
| 8 marca 201415:40 |       | 31:7 |          | Parque Mahuida, Santiago |

## Turniej żeński
| Miejsce | Reprezentacja |
| ------- | ------------- |
| 1       | Brazylia      |
| 2       | Argentyna     |
| 3       | Urugwaj       |
| 4       | Kolumbia      |
| 5       | Chile         |
| 6       | Paragwaj      |
| 7       | Wenezuela     |

| 8 marca 201416:20 | Brazylia | 40:0 | Argentyna | Parque Mahuida, Santiago |
| 8 marca 201416:20 |          | 40:0 |           | Parque Mahuida, Santiago |

| 8 marca 201415:20 | Urugwaj | 5:0 | Kolumbia | Parque Mahuida, Santiago |
| 8 marca 201415:20 |         | 5:0 |          | Parque Mahuida, Santiago |